# Katie Uhlaender
Katie Uhlaender (Vail, 17 luglio 1984) è una skeletonista statunitense, campionessa mondiale nel singolo e nella gara a squadre a Lake Placid 2012 e vincitrice di due trofei di Coppa del Mondo (nel 2006/07 e nel 2007/08).
È figlia di Ted Uhlaender (1939–2009), giocatore di baseball che ha militato nella MLB.

## Biografia
Gareggia dal 2003 per la squadre nazionale statunitense. Si distinse nelle categorie giovanili vincendo la medaglia d'argento ai mondiali juniores nell'edizione di Winterberg 2004.

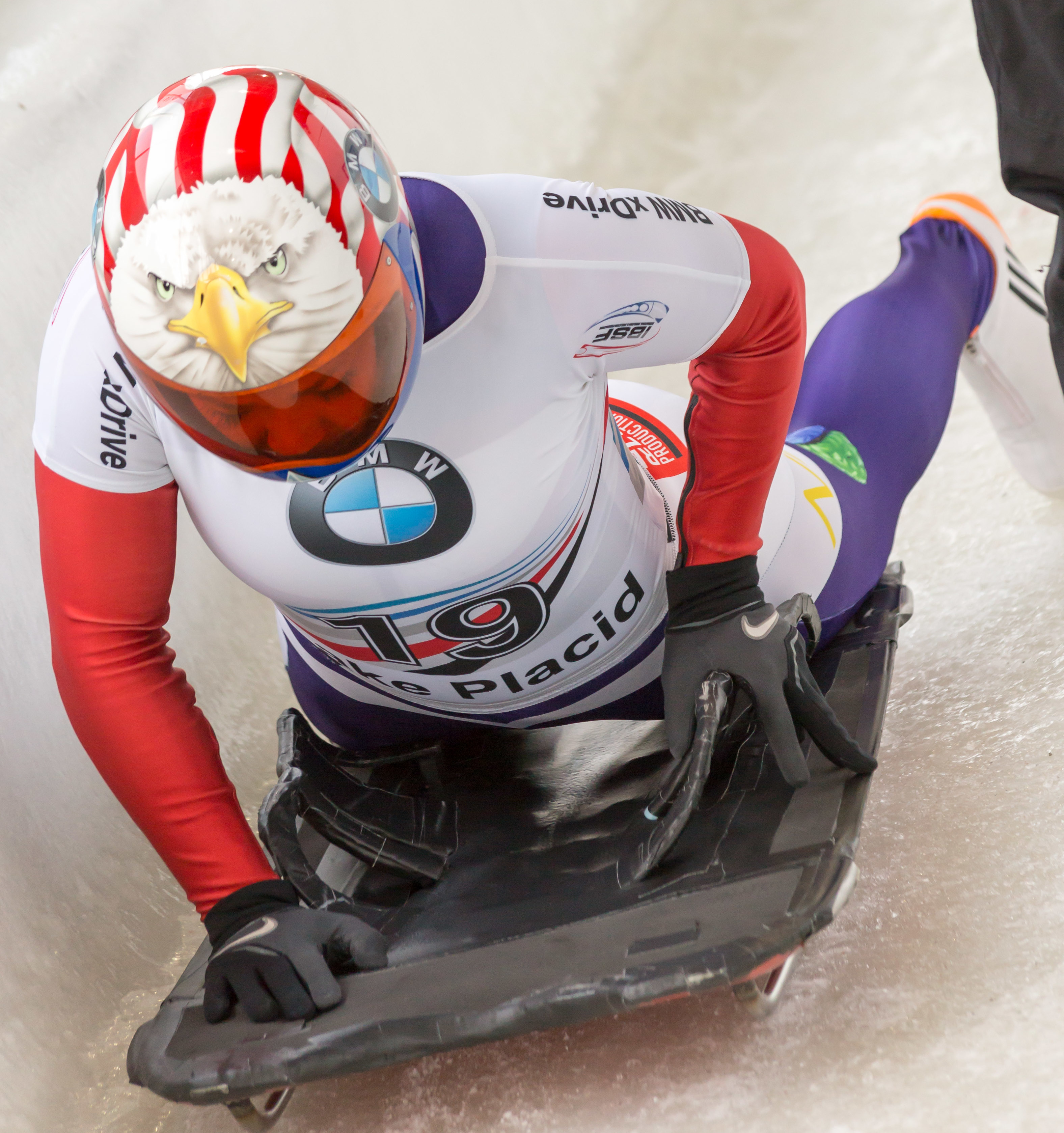
Katie Uhlaender in gara a Lake Placid nel 2017, durante la prima tappa della Coppa del Mondo 2017/18

Esordì in Coppa del Mondo nella stagione 2004/05 (6ª a Winterberg nel singolo), ottiene il suo primo podio l'11 febbraio 2005 a Lake Placid (2ª nel singolo) e la sua prima vittoria il 30 novembre 2006 a Calgary sempre nella gara individuale. Ha trionfato in classifica generale nel 2006/07 e nel 2007/08. Delle undici vittorie di tappa ottenute in carriera ben nove sono state ottenute su piste diverse.
Ha preso parte a cinque edizioni dei giochi olimpici invernali classificandosi sesta a Torino 2006, undicesima a Vancouver 2010, quarta a Soči 2014, tredicesima a Pyeongchang 2018 e sesta a Pechino 2022.

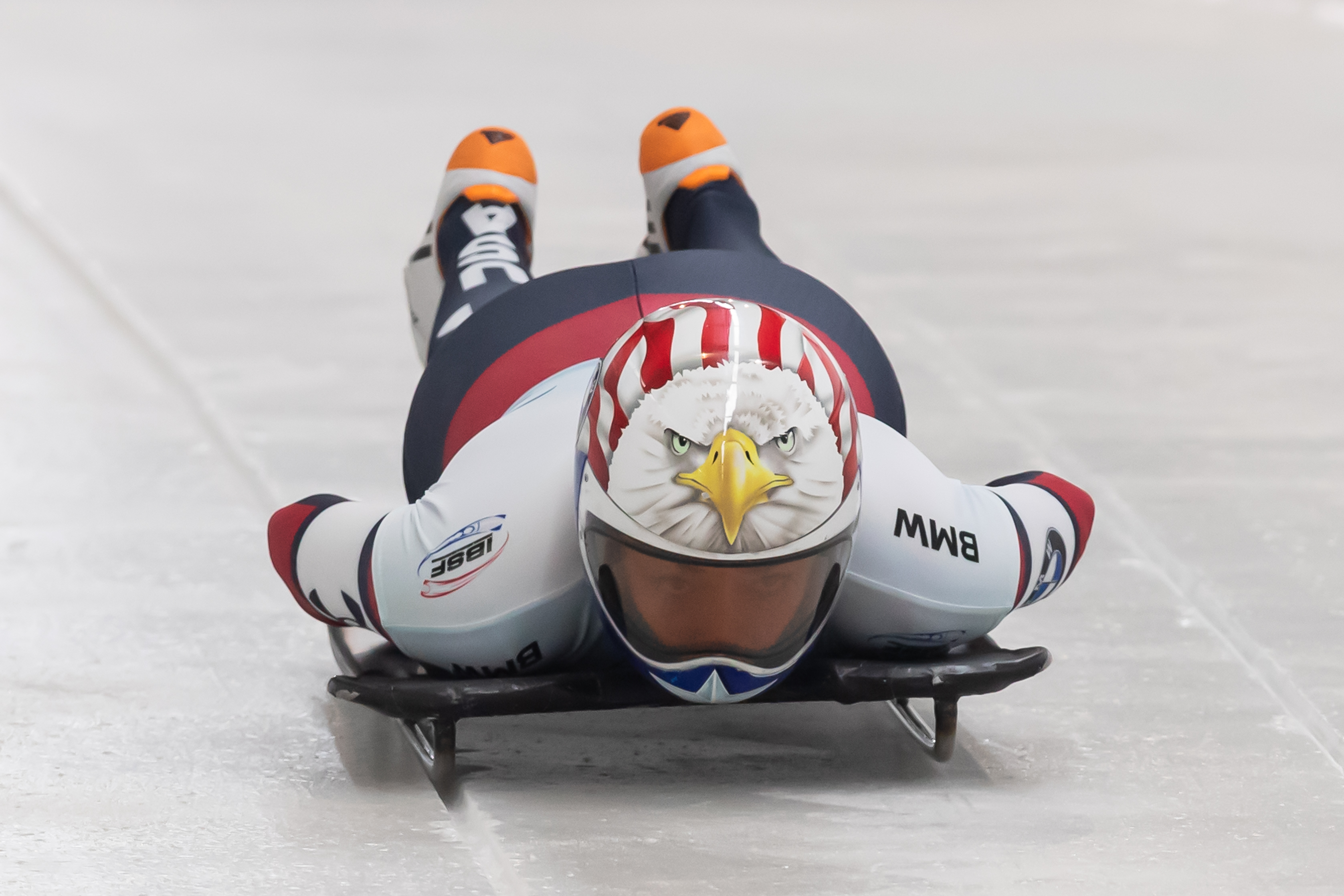
Katie Uhlaender in gara ai campionati mondiali di Altenberg 2021

Ha partecipato altresì a nove edizioni dei campionati mondiali vincendo un totale di sei medaglie, di cui due d'oro. Nel dettaglio i suoi risultati nelle prove iridate sono stati, nel singolo: settima a Calgary 2005, medaglia di bronzo a Sankt Moritz 2007, medaglia d'argento ad Altenberg 2008, settima a Lake Placid 2009, nona a Schönau am Königssee 2011, medaglia d'oro a Lake Placid 2012, settima a Sankt Moritz 2013, decima a Igls 2016 e sesta ad Altenberg 2021; nella gara a squadre: medaglia di bronzo ad Altenberg 2008, medaglia di bronzo a Lake Placid 2009, nona a Schönau am Königssee 2011, medaglia d'oro a Lake Placid 2012, ottava a Sankt Moritz 2013 e decima a Igls 2016. Ha inoltre vinto il titolo nazionale per quattro volte tra il 2003 e il 2007.

### La parentesi nel sollevamento pesi, l'infortunio e il rientro alle competizioni
Dal 2010 al 2014 la Uhlaender ha partecipato anche a competizioni di sollevamento pesi nella categoria dei 63 kg, fallendo un primo tentativo di qualificazione per dei Giochi di Rio 2016 appena dieci giorni dopo il quarto posto ottenuto nello skeleton a Soči 2014; a seguito di alcuni gravi infortuni alla caviglia e all'anca decise però di abbandonare momentaneamente la nuova attività e fermarsi per quasi due anni, periodo in cui si è dedicata al pieno recupero, praticando anche il ciclismo su pista. 
Rientrò nel giro dello skeleton nel febbraio 2016, in vista dei campionati mondiali di Igls 2016 dove ha concluso al decimo posto sia nella prova individuale che in quella a squadre. Ha inoltre vinto la classifica generale della Coppa Intercontinentale nel 2015/16 ed è giunta terza nel 2019/20.

## Palmarès

### Mondiali
- 6 medaglie:
  - 2 ori (singolo, gara a squadre a Lake Placid 2012);
  - 1 argento (singolo ad Altenberg 2008);
  - 3 bronzi (singolo a Sankt Moritz 2007; gara a squadre ad Altenberg 2008; gara a squadre a Lake Placid 2009).

### Mondiali juniores
- 1 medaglia:
  - 1 argento (singolo a Winterberg 2004).

### Coppa del Mondo
- Vincitrice della classifica generale nel 2006/07 e nel 2007/08.
- 21 podi (tutti nel singolo):
  - 11 vittorie;
  - 6 secondi posti;
  - 4 terzi posti.

#### Coppa del Mondo - vittorie
| Data             | Luogo                | Paese       | Disciplina |
| ---------------- | -------------------- | ----------- | ---------- |
| 30 novembre 2006 | Calgary              | Canada      | singolo    |
| 7 dicembre 2006  | Park City            | Stati Uniti | singolo    |
| 15 dicembre 2006 | Lake Placid          | Stati Uniti | singolo    |
| 13 gennaio 2007  | Nagano               | Giappone    | singolo    |
| 16 febbraio 2007 | Winterberg           | Germania    | singolo    |
| 14 dicembre 2007 | Lake Placid          | Stati Uniti | singolo    |
| 18 gennaio 2008  | Cesana Torinese      | Italia      | singolo    |
| 25 gennaio 2008  | Sankt Moritz         | Svizzera    | singolo    |
| 1º febbraio 2008 | Schönau am Königssee | Germania    | singolo    |
| 16 novembre 2012 | Park City            | Stati Uniti | singolo    |
| 15 dicembre 2012 | La Plagne            | Francia     | singolo    |

### Campionati statunitensi
- 5 medaglie:
  - 4 ori (singolo a Lake Placid 2003[2]); singolo a Lake Placid 2004[2]; singolo a Lake Placid/Park City 2006[2]; singolo a Park City 2007[2]);
  - 1 argento (singolo a Lake Placid 2011[3]).

### Circuiti minori

#### Coppa Intercontinentale
- Vincitrice della classifica generale nel 2015/16;
- 15 podi (tutti nel singolo):
  - 6 vittorie;
  - 2 secondi posti;
  - 7 terzi posti.

#### Coppa Nordamericana
- Vincitrice della classifica generale nel 2003/04;
- 12 podi (tutti nel singolo):
  - 10 vittorie;
  - 1 secondo posto;
  - 1 terzo posto.